# Sárvíz (Fejér)
Pour les articles homonymes, voir Sárvíz.
Le Sárvíz est une rivière du centre de la Hongrie.

## Géographie
Le Sárvíz prend sa source au pied des dernières collines orientales des monts Bakony, près de Székesfehérvár (chef-lieu du département Fejér) dans le Sárrét, où il est rejoint par l'un de ses principaux affluents, le ruisseau Séd. Continuant vers le sud-est, à proximité de Simontornya et Cece il est également rejoint par le Sió qui, canalisé, reste à quelques centaines de mètres de son cours jusqu'à proximité de Szekszárd, où le Sárvíz se jette dans le Sió.
Avant l'époque moderne, l'essentiel du cours du Sárvíz n'avait pas été canalisé mais était marécageux, et gardait le nom Sárvíz jusqu'au Danube, qu'il rejoignait après Szekszárd non pas par un court parcours vers l'est comme le Sió actuel, mais en serpentant vers le sud le long des collines de Szekszárd (Szekszárdi dombság) jusqu'à Báta.

## Étymologie
Víz « eau » désigne une rivière. Son nom propre était Sár, mot d'origine turque ancienne de type tchouvache qui signifie en hongrois moderne « boue », mais en hongrois ancien aussi « cours d'eau boueux, marais » dans les toponymes. L'autre sens de sár en hongrois ancien, « jaune » correspondant au hongrois moderne sárga, est peu probable compte tenu des caractéristiques de l'hydronymie hongroise ancienne, même si comme nom commun sárvíz « pus » dialectal relève de ce sens.